# Neuraeschna harpya
Neuraeschna harpya är en trollsländeart som beskrevs av Martin 1909. Neuraeschna harpya ingår i släktet Neuraeschna och familjen mosaiktrollsländor. IUCN kategoriserar arten globalt som livskraftig. Inga underarter finns listade i Catalogue of Life.